# فینال جام در جام اروپا ۱۹۶۲
فینال جام در جام اروپا ۱۹۶۲، رقابت پایانی جام در جام اروپا در سال ۱۹۶۲ میلادی است که مابین دو تیم باشگاه فوتبال اتلتیکو مادرید و باشگاه فوتبال فیورنتینا برگزار شده‌است.
این مسابقه که در تاریخ ۱۰ مه ۱۹۶۲ انجام شده‌است با نتیجه یک بر یک مساوی به پایان رسید.
در بازی تکراری که در تاریخ ۵ سپتامبر ۱۹۶۲ برگزار شد، باشگاه فوتبال اتلتیکو مادرید با نتیجه ۳ بر صفر به پیروزی رسید.